# Arto
Pour les articles homonymes, voir Arto (homonymie).
Pour les articles ayant des titres homophones, voir Artaud et Arthaud.
Arto est un village de la province de Huesca, situé à environ 7 kilomètres au sud-ouest de la ville de Sabiñánigo, à 800 mètres d'altitude. L'endroit est habité au moins depuis le Haut Moyen Âge. L'église du village, construite au XIe ou au XIIe siècles et remaniée aux XVIe et XVIIe siècles, est dédiée à saint Martin ; elle a été restaurée en 1985 par l'association Amigos del Serrablo. Le village compte actuellement 14 habitants.